# Marquiz de Alba
Marquiz de Alba es una localidad española del municipio de Olmillos de Castro de la provincia de Zamora, en la comunidad autónoma de Castilla y León.

## Toponimia
En el censo de 1842 el pueblo se denominaba Marquid, mientras que en el Mapa de la Provincia de Zamora de 1773 aparecía recogido como Marquide, denominaciones de las que derivaría el actual Marquiz.
Erróneamente aparece escrito por algunas fuentes como Márquiz, con tilde, una de ellas el INE. Se trata de un error ortográfico, ya que la vocal tónica es la "i" y no la "a".

## Ubicación
Se encuentra situado en la comarca de la Tierra de Alba, a 3 km de distancia de Olmillos de Castro, la capital municipal, y 36,8 km de Zamora, la capital provincial. Su acceso principal por carretera es a través de la N-631, en donde se enlaza con la carretera comarcal en la salida de Perilla de Castro.

## Historia
Marquiz de Alba surgió por medio de una repoblación mozárabe efectuada durante el reinado de Alfonso III de Asturias. En todo caso, a partir del siglo X Marquiz quedó integrado en el Reino de León, habiendo pertenecido durante los siglos XIII y XIV a la Orden del Temple, formando parte de la encomienda templaria de Alba una vez que el rey Alfonso IX de León otorgó a esta Orden la comarca, donación que se hizo efectiva en 1220 tras una posible entrega anterior.
Durante la Edad Moderna, Marquiz estuvo integrado en el partido de Carbajales de Alba de la provincia de Zamora, tal y como reflejaba en 1773 Tomás López en Mapa de la Provincia de Zamora. Así, al reestructurarse las provincias y crearse las actuales en 1833, la localidad se mantuvo en la provincia zamorana, dentro de la Región Leonesa, integrándose en 1834 en el partido judicial de Alcañices, dependencia que se prolongó hasta 1983, cuando fue suprimido el mismo e integrado en el Partido Judicial de Zamora.
Marquiz fue un municipio independiente en el censo de 1842. Entre dicho censo y el de 1857 Marquiz se vio obligado a desaparecer para integrarse en el de Olmillos de Castro, convirtiéndose también este último en ayuntamiento de San Martín de Tábara y Navianos de Alba por su centralidad, pese a que San Martín siempre ha poseído más habitantes.

## Demografía
| 103 | 94 | 88 | 90 | 95 | 96 | 97 | 93 | 85 | 85 | 86 |

- Los datos del censo de 1842 son los únicos recogidos por el INE de Marquiz de Alba como municipio independiente; reseñar que dicha cifra pertenece a la población de derecho, por el contrario de las demás que son población de hecho.
- Solo se disponen de datos poblacionales concretos desde el año 2000 en la Relación de Unidades Poblacionales de Olmillos de Castro. En años anteriores hay que remitirse solamente a Olmillos de Castro como municipio global.

## Economía
Siempre ha sido un pueblo dedicado a la agricultura y ganadería.

## Patrimonio
- Iglesia parroquial de San Marcos. Conserva restos románicos en las arquivoltas de la portada exterior y en elementos interiores como el arco central o la Pila Bautismal, mientras los retablos son de estilo neoclásico.
- Ermita. De proporciones reducidas se sitúa junto al cementerio, destacando en ella la imagen de Cristo que alberga.
- Arquitectura rural. De carácter sobria y funcional se muestra en viviendas de adobe, madera, piedra y pizarra, varias fuentes tradicionales denominadas Los Bodones, Grande, El Maderal, El Palero y Las Cañiflejas, lavaderos comunales, cercas y cortinas de huertos y prados, y El Corralón o El Corral del Abesedo, una muestra de construcciones trampa especialmente diseñadas para proteger el ganado del Lobo…

## Fiestas
Marquiz celebra sus fiestas patronales en honor de San Marcos el 25 de abril, realizando también celebraciones religiosas por San Sebastián y San Fabián el 20 de enero, la romería el 3 de mayo por la Santa Cruz -trasladando en procesión la imagen del Cristo que bajan el Viernes Santo-. También festeja San Isidro el 15 de mayo y la Virgen de la Salud el 2 de julio.